# Fernando Pereira
Fernando Pereira (10. května 1950 Chaves, Portugalsko – 10. července 1985 Auckland, Nový Zéland) byl nizozemský fotograf na volné noze portugalského původu.

## Životopis
Pereira mimo jiné pracoval pro fototiskárnu Anefo. Byl zavražděn v důsledku teroristické akce francouzské bezpečnostní služby DGSE, která potopila loď Rainbow Warrior mezinárodní organizace na ochranu životního prostředí Greenpeace dne 10. července 1985 pomocí dvou min.
Rainbow Warrior v té době vedla flotilu jachet na protest proti francouzským jaderným testům na atolu Mururoa ve Francouzské Polynésii.

## Fotografie

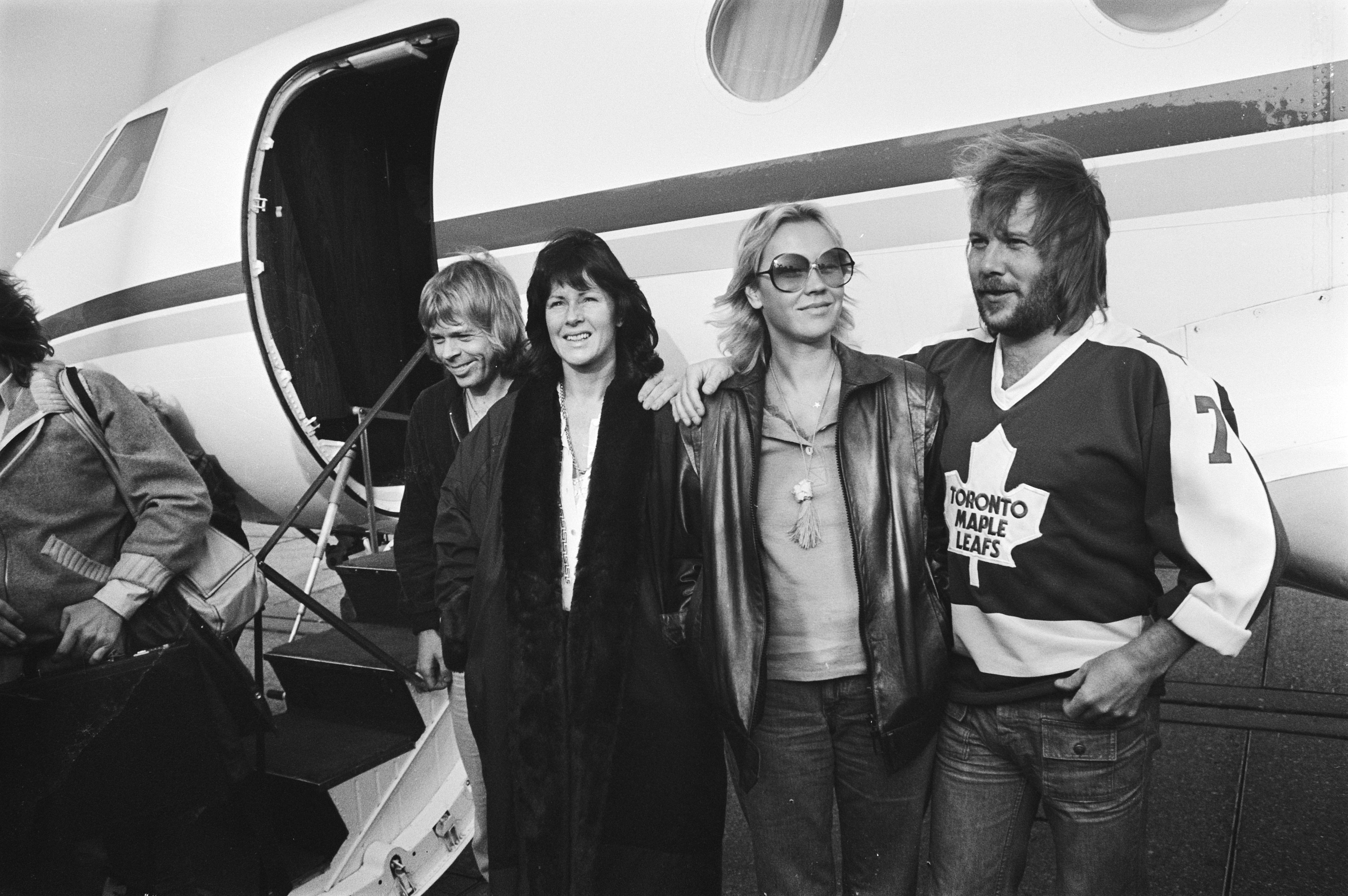
ABBA (1979)
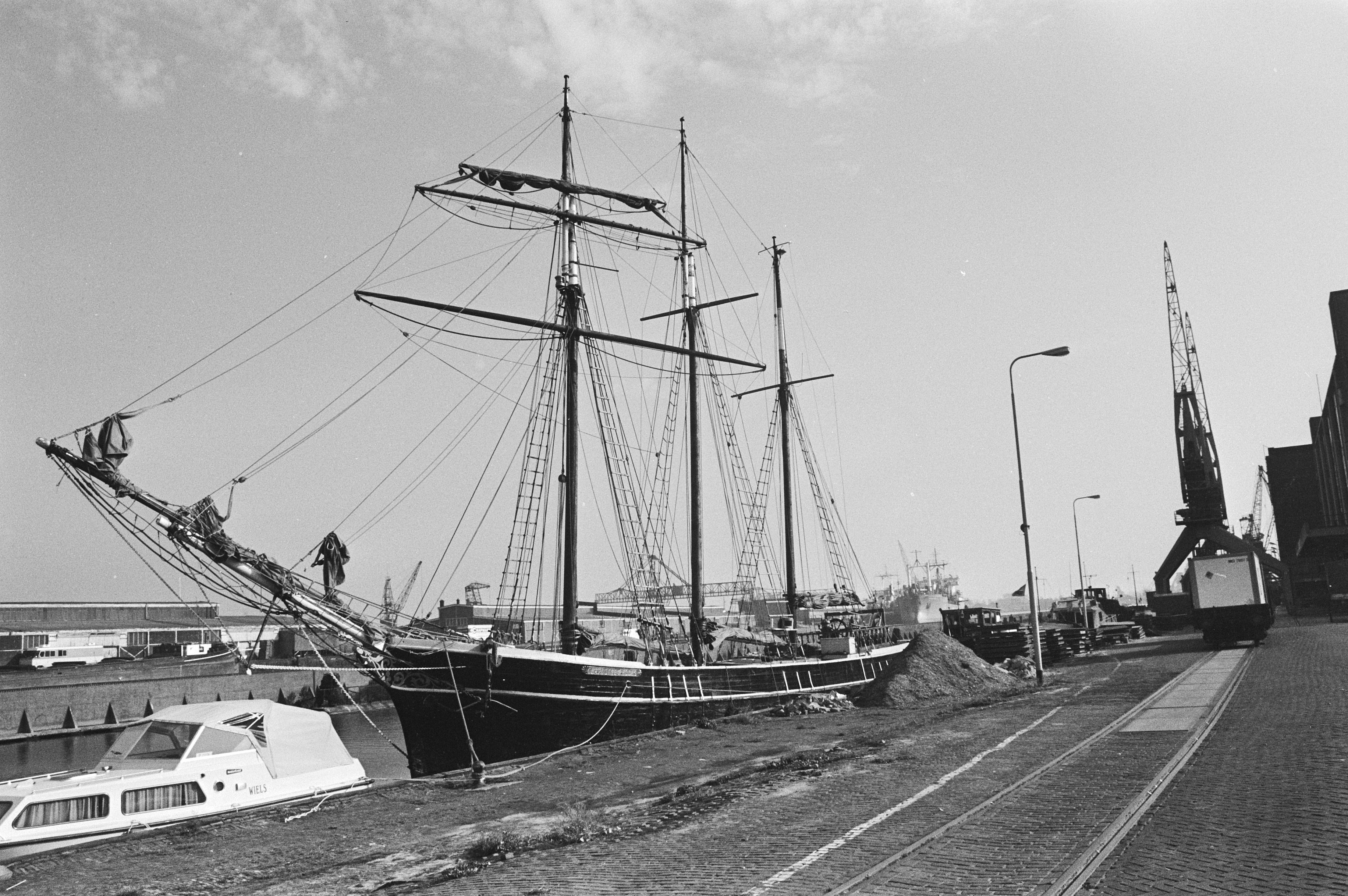
Charlotte Rhodes (1979)
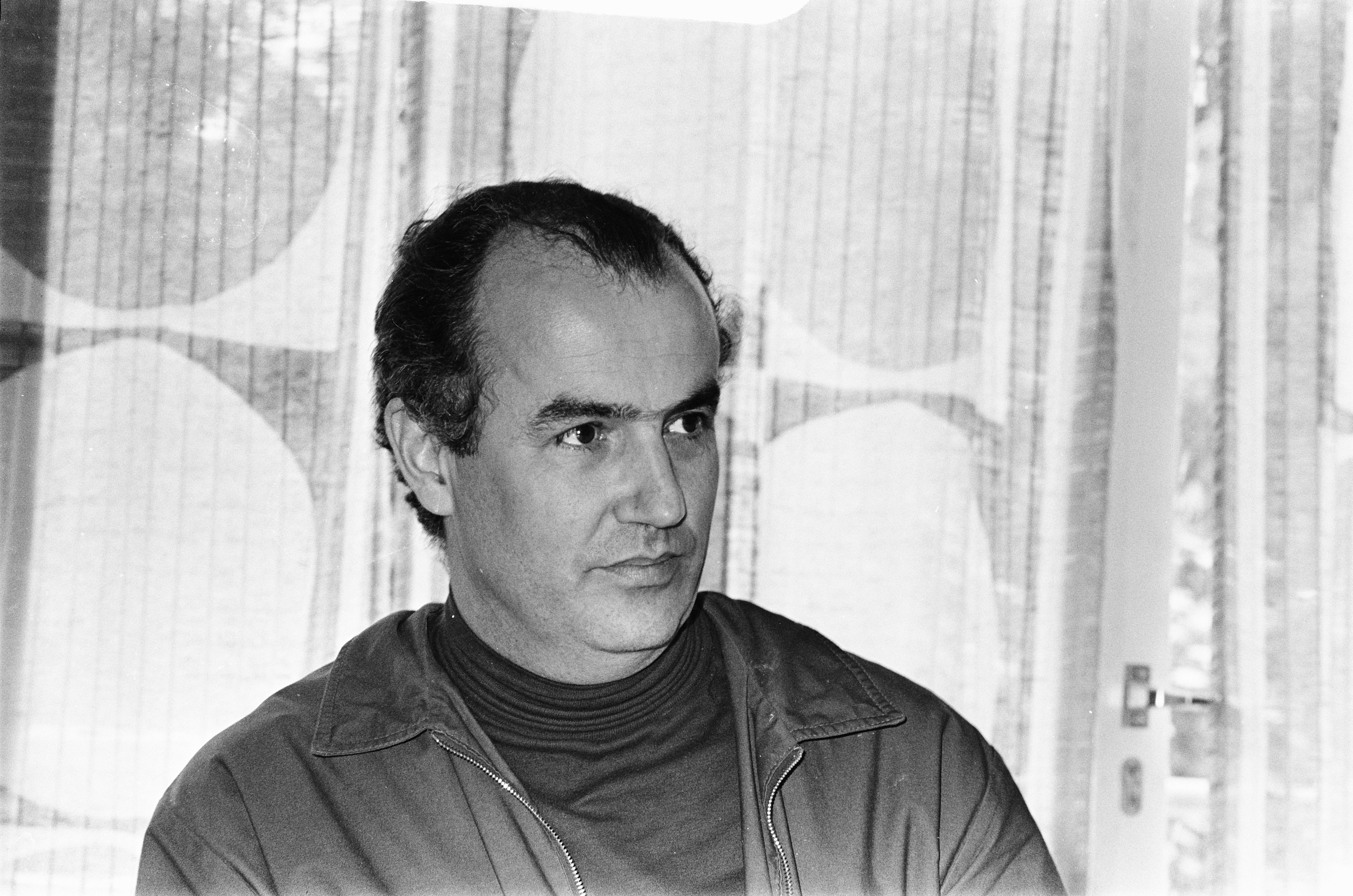
Luigi Nono (1979)
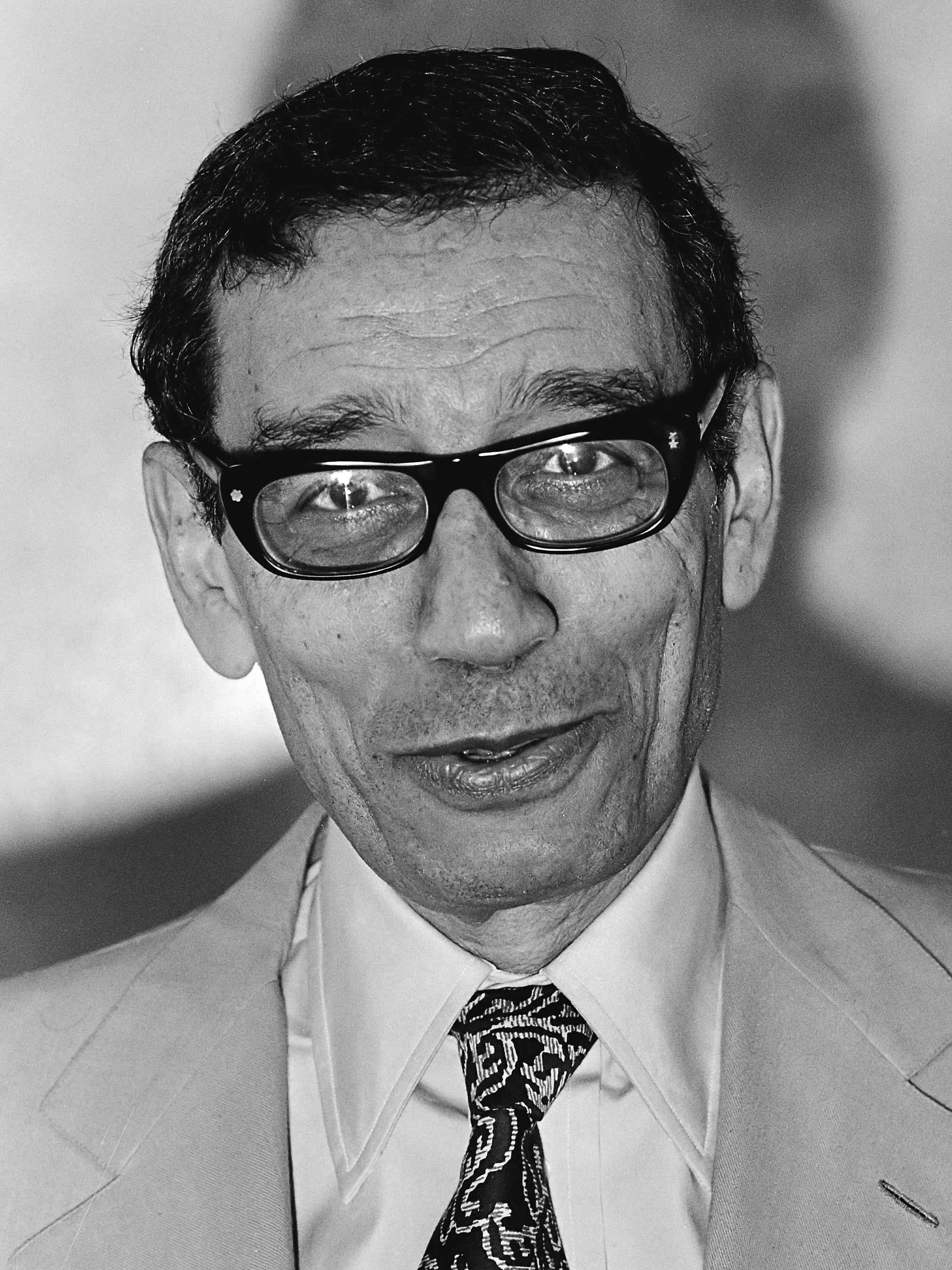
Boutros Boutros-Ghali (1980)
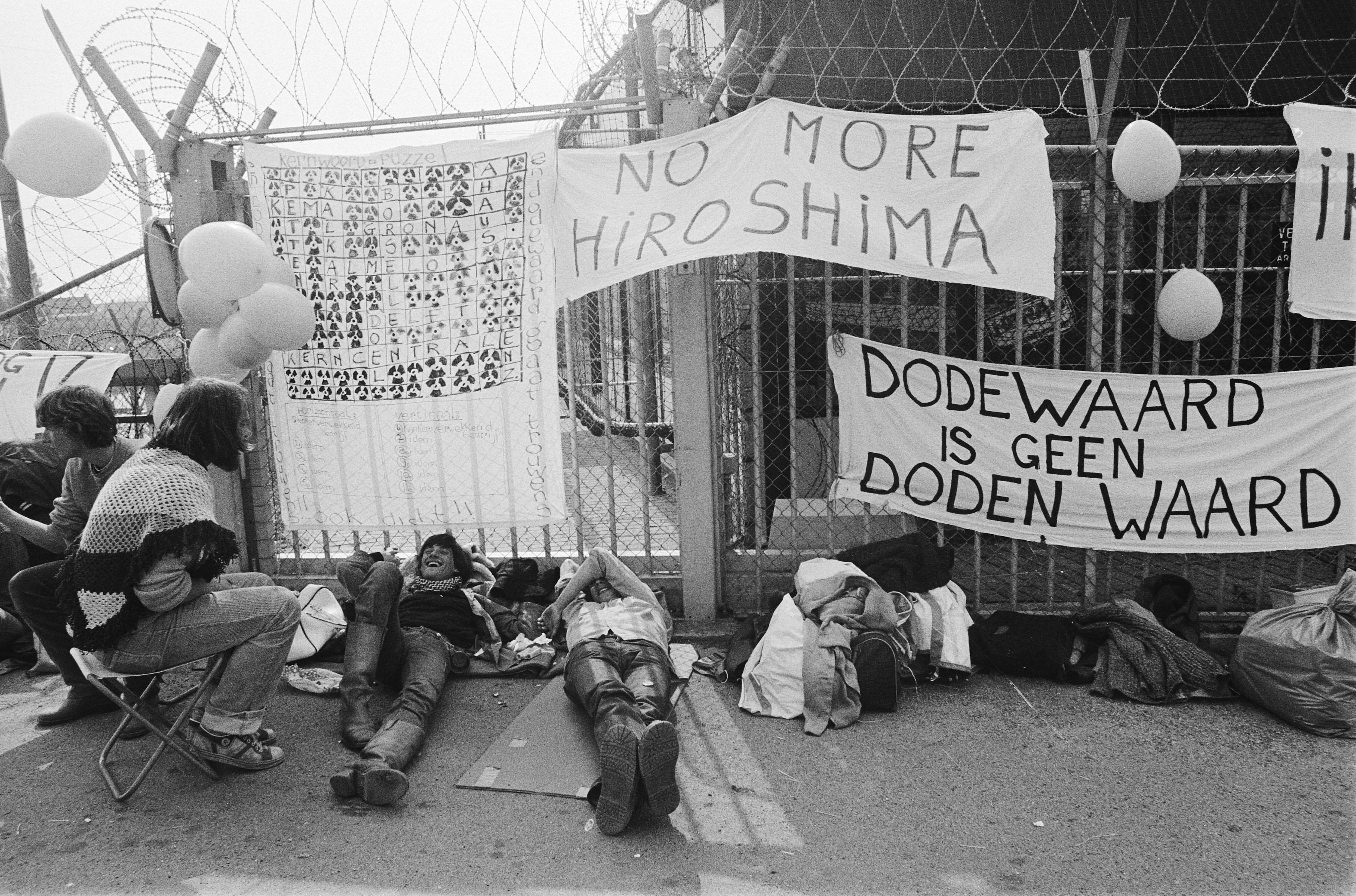
Dead Worth (1980)
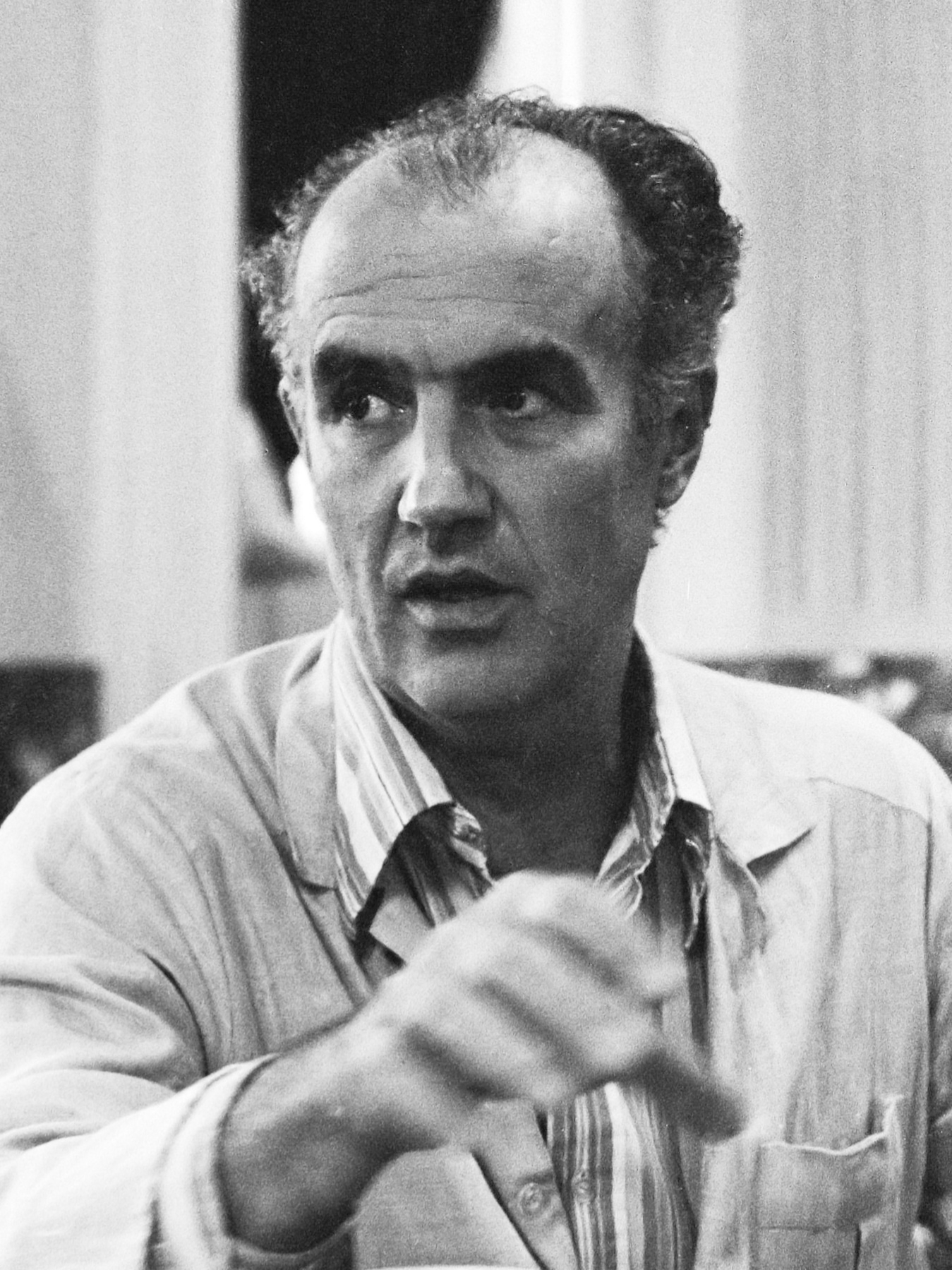
Luigi Nono (1979)
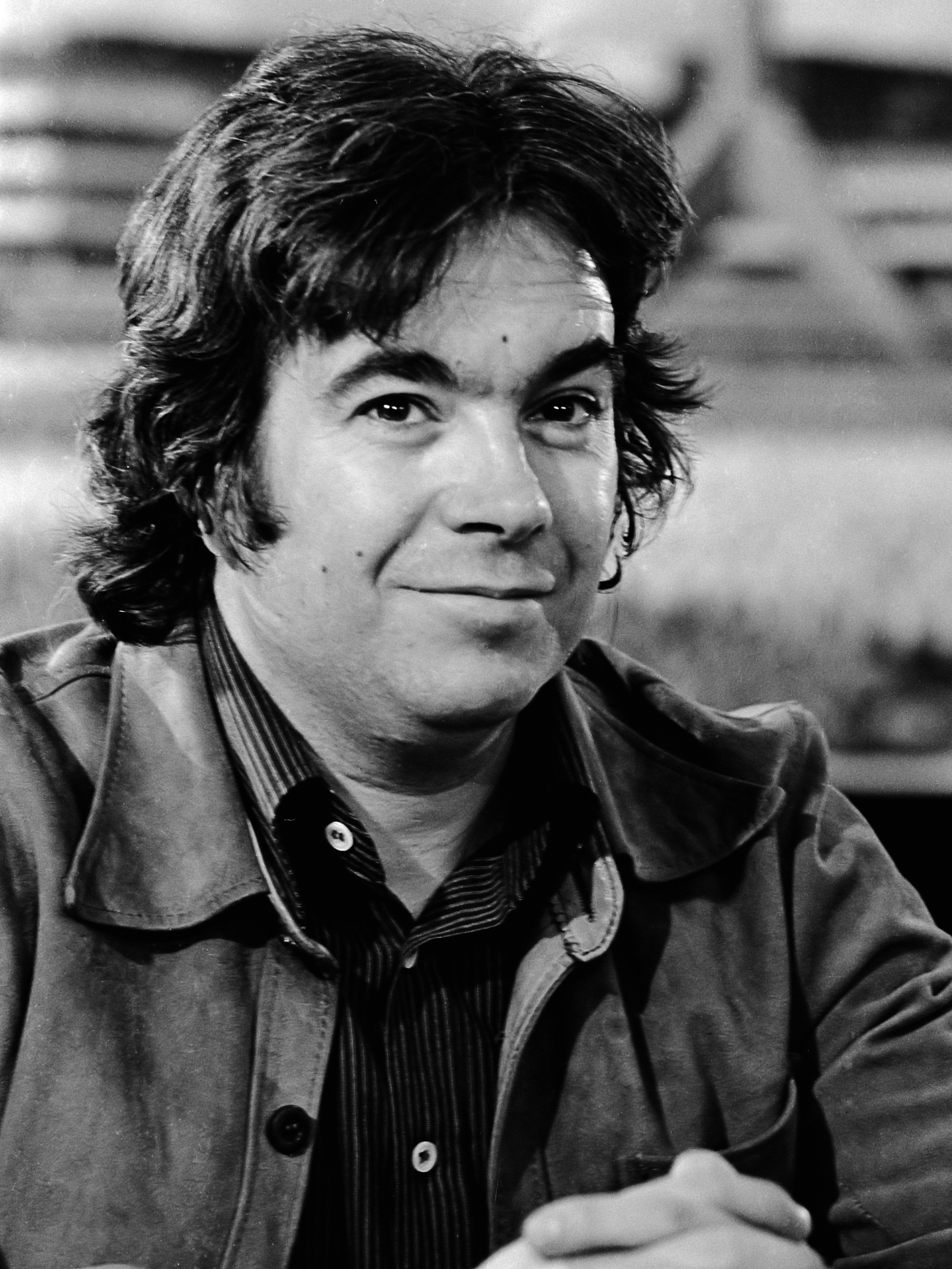
Antoni Ros-Marbà (1980)
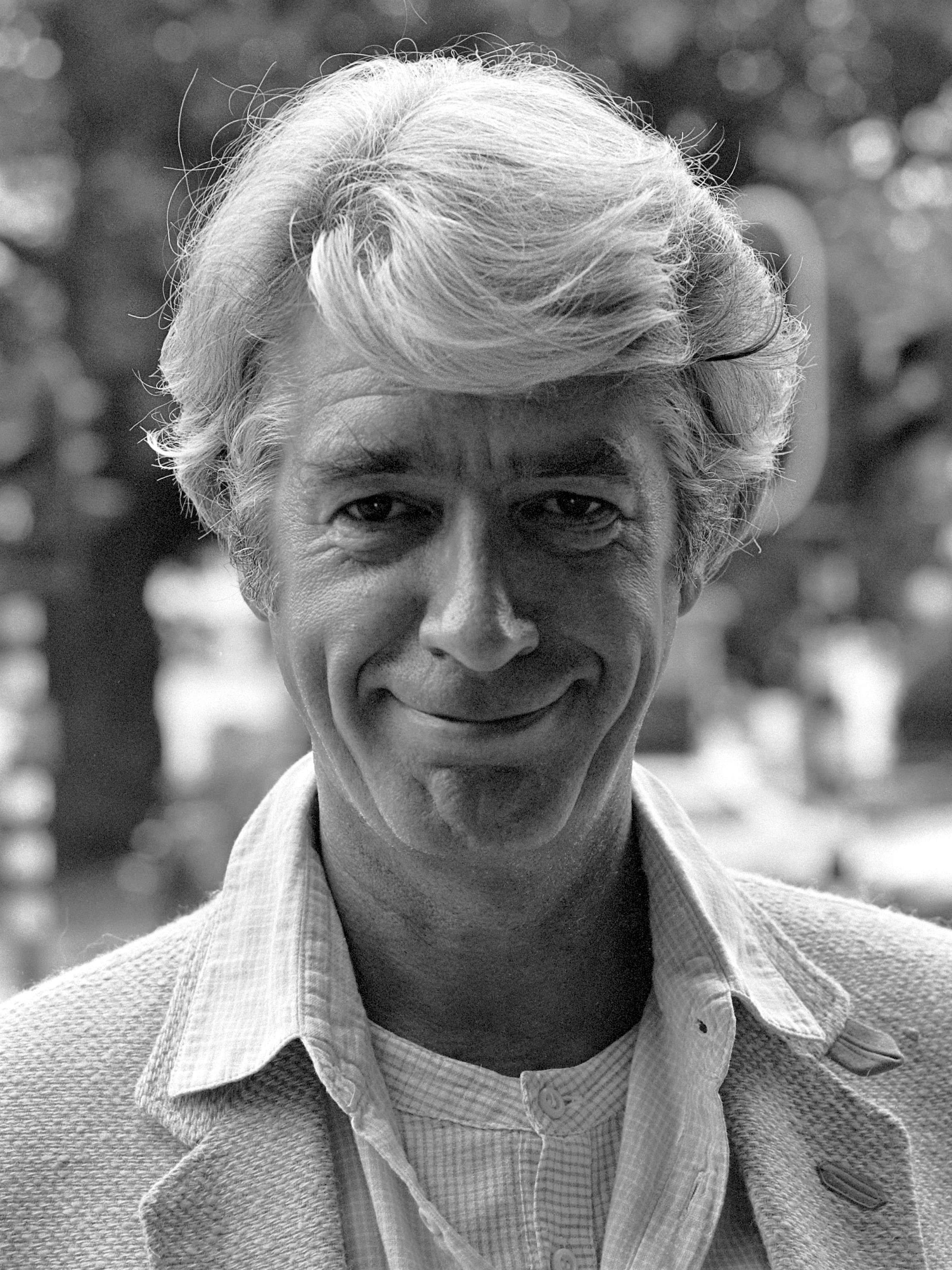
Rudi Carrell (1980)
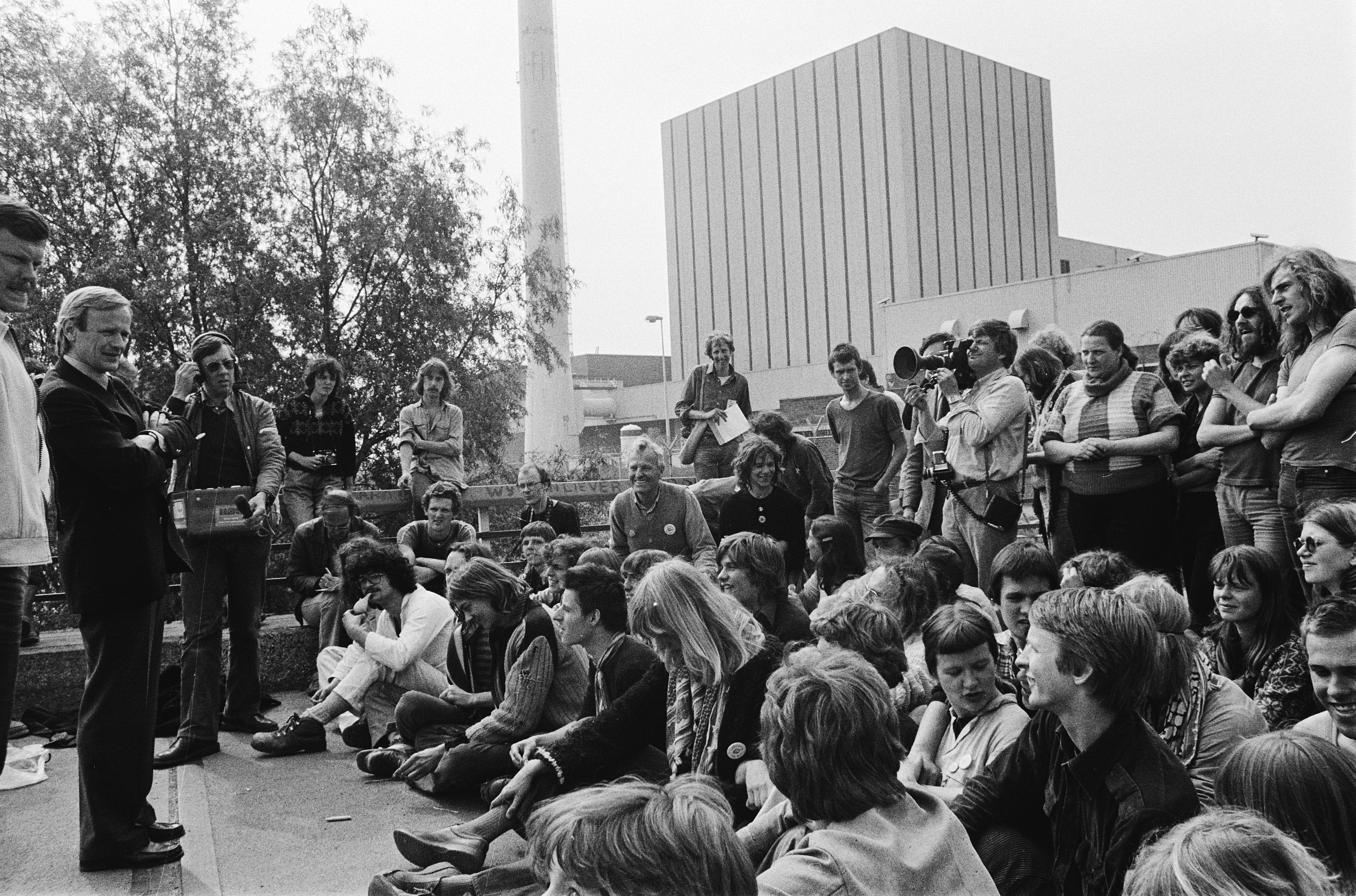
Protest Kernkraftwerk Dodewaard (1980)
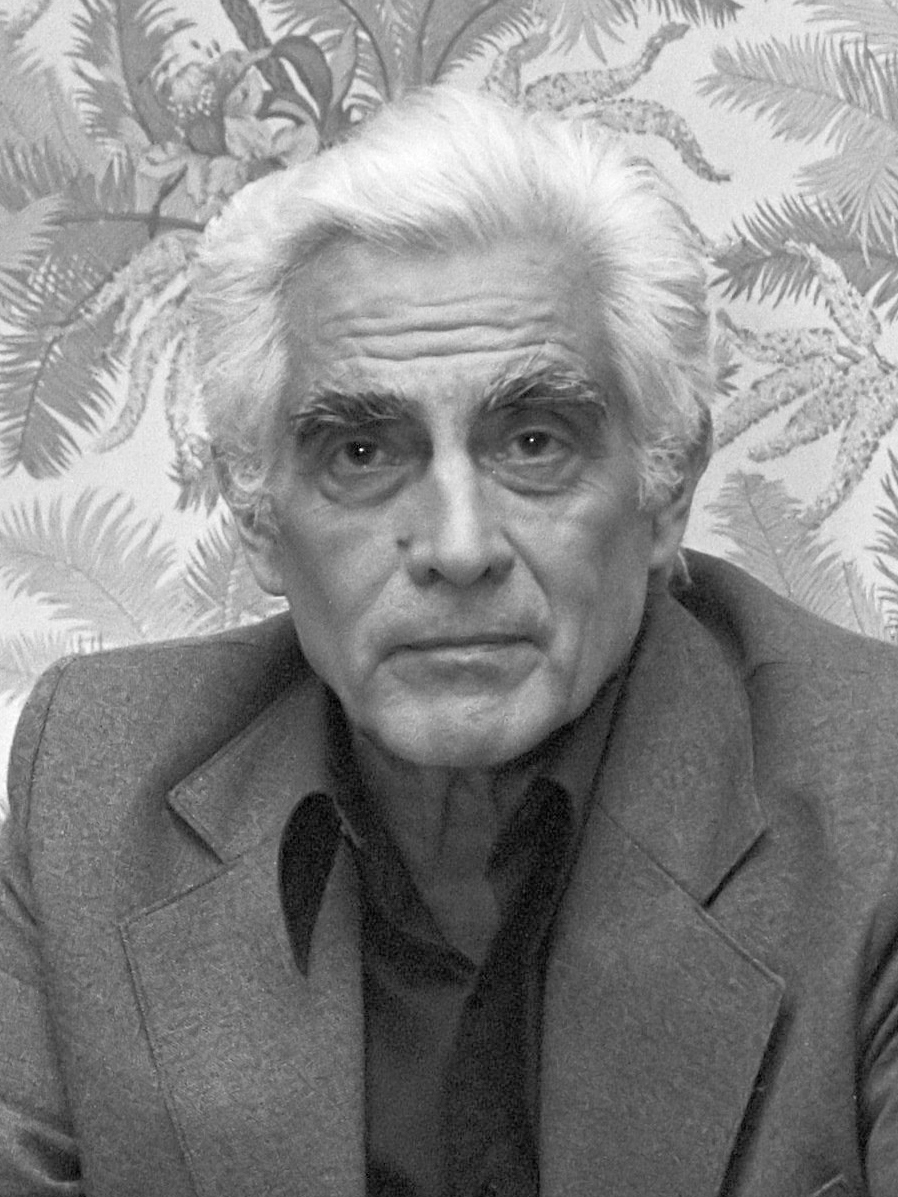
Álvaro Cunhal (1980)
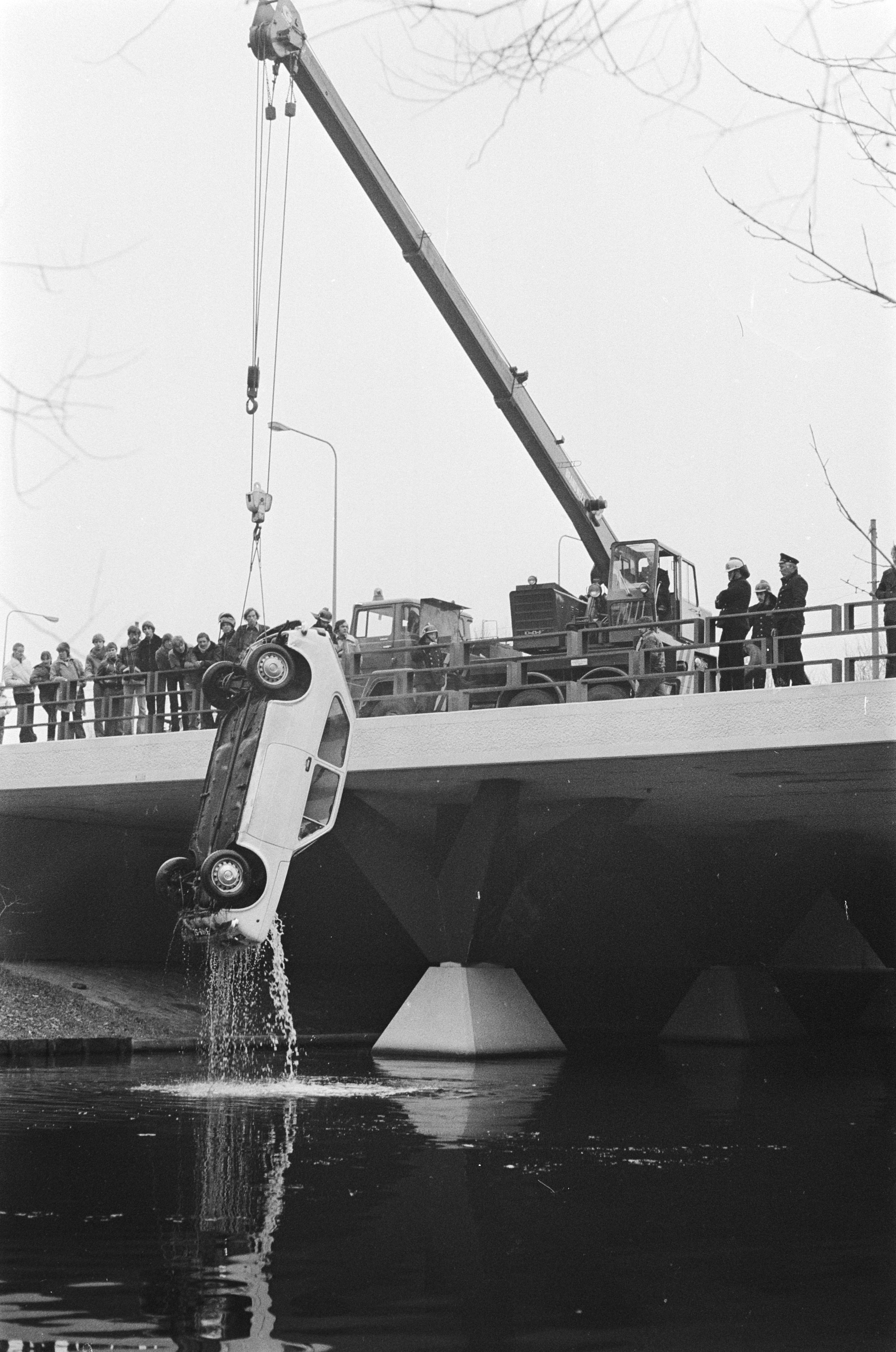
Auto wordt uit water gehaald (Amsterdam)
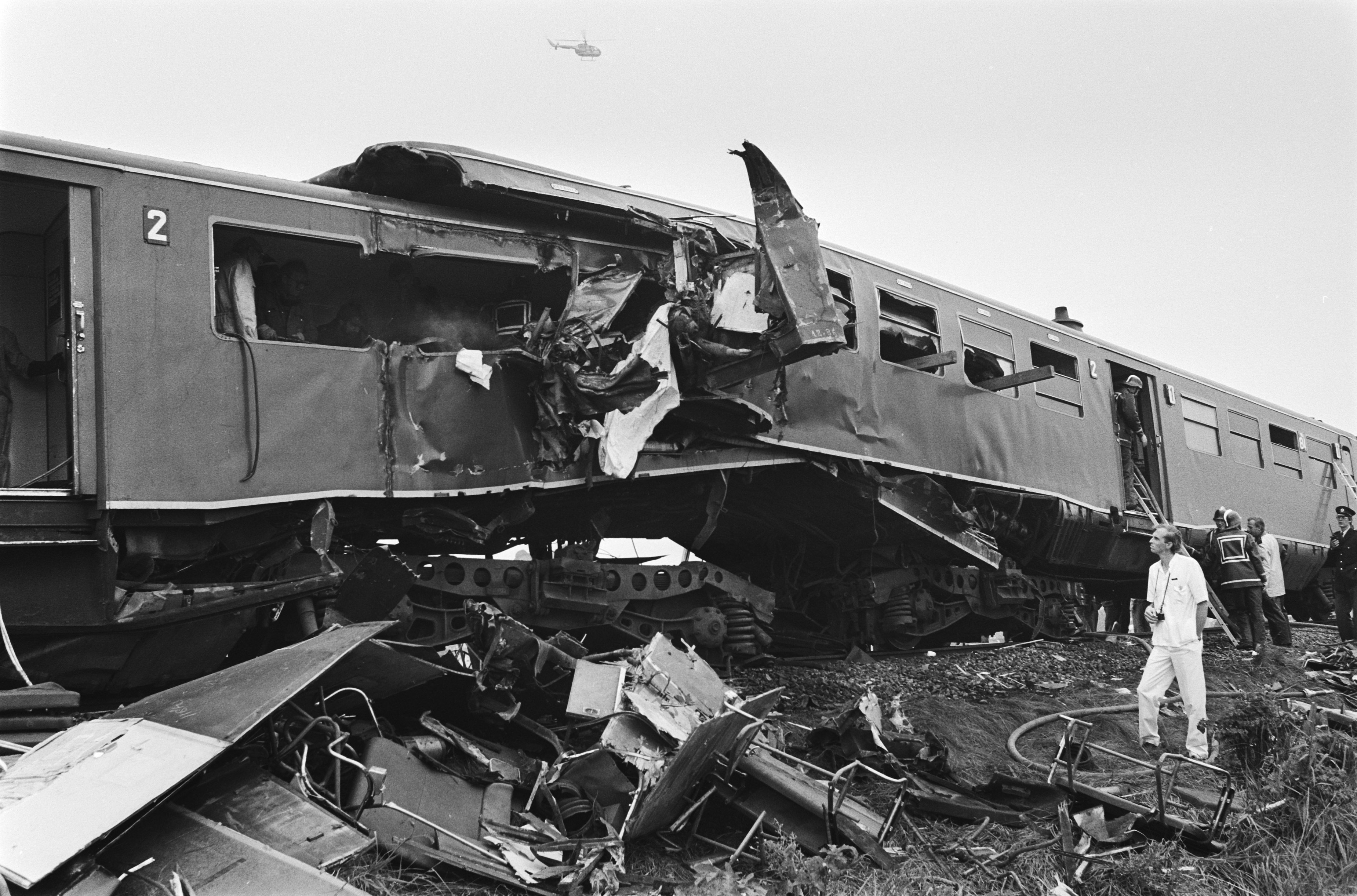
Beeld van de schade
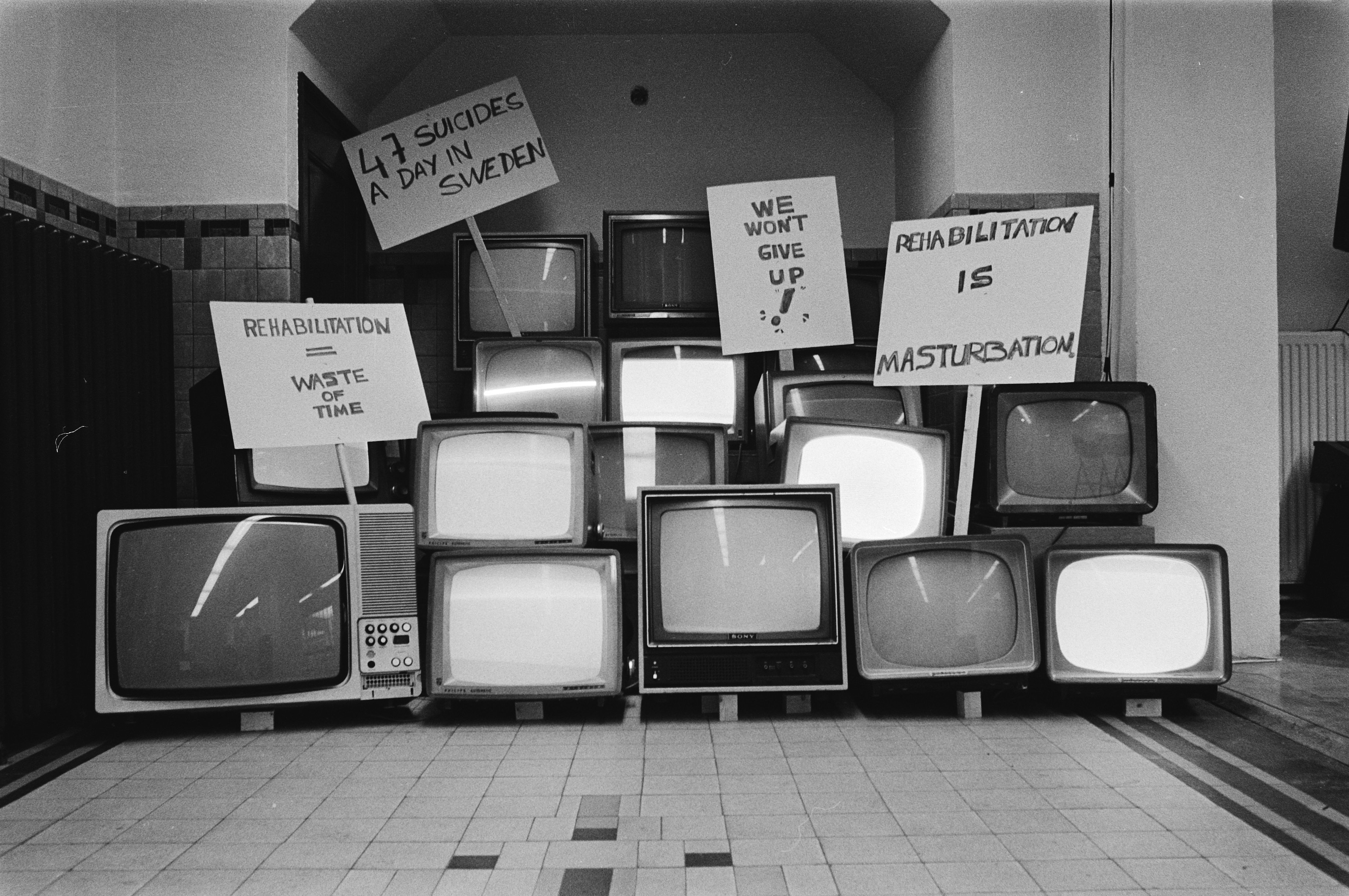
Televisietoestellen conventie in Amsterdam
Wit gespoten DAF YP408 pantserwagen van de Koninklijke Landamcht i.v.m. uitzendi